# Dámaso Ruano
Dámaso Ruano (Tetuán, Protectorado español de Marruecos, 1938 − Málaga, 1 de julio de 2014) fue un profesor y pintor español, perteneciente a la escuela de Tetuán.

## Biografía
Dámaso Ruano nacido en Tetuán, Marruecos, en 1938. Estudió en Madrid hasta 1958, año en el que regresó a Tetuán, donde realizó su primera exposición en 1962. Allí fue profesor de dibujo y director de la Misión Cultural Española. En 1969 se instaló en Málaga, y a partir de 1970 comenzó a participar en exposiciones por España y Europa. Por esta época empezó a utilizar el collage, usando trozos de papel rasgados. Más tarde tendió a explorar el espacio y la geometría. También trabajó el grabado.
El 15 de mayo de 2014, recibió la Medalla de la Ciudad de Málaga «por su brillantísima trayectoria pictórica» y el título de Hijo Adoptivo de Málaga. En 2017 la Galería El Estudio Ignacio del Río en el Soho de Málaga expuso sus obras llamados UNIVERSO.
Estuvo casado con Pilar Cervera y tuvo cinco hijos.
Falleció en Málaga el 1 de julio de 2014, a los 76 años.

## Obra
A lo largo de su obra se puede observar una serie de intereses; el protagonismo de la textura, el uso del collage, el empleo de rasgaduras y la abstracción del paisaje.